# Hebdomophruda crenilinea
Hebdomophruda crenilinea là một loài bướm đêm trong họ Geometridae.